# The Dead Lands - La vendetta del guerriero
The Dead Lands - La vendetta del guerriero (The Dead Lands) è un film del 2014 diretto da Toa Fraser.
Il film, ambientato in Nuova Zelanda, è stato presentato nel Toronto International Film Festival del 2014.

## Trama
Una tribù Maori viene sterminata in un attacco dei rivali nemici, comandati da Wirepa. Hongi il giovane figlio del capotribù, trucidato e decapitato onde diffondere sventura presso i pochi superstiti, si salva per fortuna durante la carneficina, e il giorno dopo parte alla ricerca della banda di Wirepa, per reclamare vendetta e compiere l'onore dei suoi antenati. Nel viaggio, Hong si imbatte in un bosco dove si dice sia abitato da un guerriero demone.
La prova di coraggio di Hongi è sfidarlo, sicché il guerriero riconosce in lui un valoroso e si offre di accompagnarlo all'inseguimento della banda. Nel viaggio Hongi scopre la vera natura del guerriero, uomo rude e sanguinario, rinnegato di una tribù, che ha perso l'onore, lo salva da una imboscata, e giungono infine nel villaggio nemico di Wirepa dove compiere la vendetta di Hongi.